# 约氏笛鲷
约氏笛鲷（学名：Lutjanus johni）为笛鲷科笛鲷属的鱼类，俗名厚唇鱼。分布于印度洋非洲东岸至澳大利亚以及中国南海、台湾海峡等海域，属于暖水性底层鱼类。其一般栖息于岩礁附近底质为贝壳以及泥沙的海区。该物种的模式产地在苏拉特太、印度。

## 扩展阅读
維基物種上的相關：约氏笛鲷